# سيدي محمد ولد محم
سيدي محمد ولد محم (6 نوفمبر 1962–) هو محامي وأستاذ جامعي وسياسي ووزير موريتاني سابق، كان أحد أهم شخصيات نظام الرئيس محمد ولد عبد العزيز طيلة فترة حكمه التي دامت من 2009 حتى عام 2019.
عُرف ولد محم بصفته عضواً بارزا ضمن طبقة من السياسيين مثلت الجناح المدني للانقلاب العسكري الذي أزاح الرئيس الأسبق سيدي محمد ولد الشيخ عبد الله من حكم البلاد، حيث كان ولد محم زعيم ما كان يعرف بالكتيبة البرلمانية المطالبة باستقالة ولد الشيخ عبد الله (أول مدني ينتخب رئيسا للبلاد)، وبعد الإطاحة بهذا الأخير عينه خلفه والمنقلب عليه ولد عبد العزيز في عدة وظائف وزارية، منها وزارة الإعلام ووظيفة النلطق الرسمي باسم الحكومة.

## الحياة السياسية
بدأ ولد محم حياته السياسة من بوابة البرلمان الموريتاني الذي انتُخب كنائب فيه في الانتخابات التشريعية التي أقيمت عام 2006 وقادت لأول حكم مدني تعددي يحكم موريتانيا، وذلك بعد أن أطاح العسكر بنظام معاوية ولد الطايع.

خلال حكم سيدي محمد ولد الشيخ عبد الله، أول مدني ينتخب لرئاسة البلاد، ترأّس ولد محم الكتيبة البرلمانية التي طالبت بإزاحة حكم ولد الشيخ عبد الله وشكّلت جناحاً مدنيا للانقلاب العسكري الذي قاده محمد ولد عبد العزيز وأنهى حكم أول رئيس مدني منتخب للبلاد.

شغل خلال حكم ولد عبد العزيز منصب وزير الثقافة، وكان المتحدّث الرسمي باسم الحكومة قبل أن يستقيل في نهاية حكمه وينتقده بعد رحيله عن سدة الحكم.